# 查务乡
查务乡（藏語：གྲའུ་），是中华人民共和国西藏自治区日喀则市拉孜县下辖的一个乡镇级行政单位。

## 行政区划
查务乡下辖以下地区：
查务村、达尔村、森坚村、明玛村、吉觉村、杰地村、乃西村、加嘎村和森格隆村。